# Сантал
Санта́л, или санда́л (лат. Santalum) — род тропических деревьев.
Санталовое (сандаловое) масло широко применялось в парфюмерии, косметике и медицине, однако из всех этих сфер было практически вытеснено: в парфюмерии и косметике из-за высокой цены (более 2000 долларов США за 1 кг) и хищнического истребления деревьев пришлось перейти на синтетические ароматизаторы, а в медицине от него отказались с появлением более дешёвых и эффективных средств, в частности антибиотиков. Используется в ароматерапии. Согласно проведенным исследованиям, практически весь ассортимент эфирного масла сандала, представленный в магазинах и аптеках, оказался либо синтетическими заменителями (яванол, эбанол, полисантол для имитации аромата), либо заменен на другие более дешевые эфирные масла (Амириса). При этом синтетические масла производители по-прежнему снабжают этикеткой "100% натуральное эфирное масло сандала белого", что, по мнению исследователей, вводит в заблуждение покупателей и подвергает риску их здоровье.
В настоящее время экспорт древесины сандала белого и сандалового масла из Индии запрещён — до восстановления популяции деревьев. Из-за этого стоимость эфирного масла сандала белого и других разновидностей сандала выросла до более 2000 долларов США за 1 кг, а на торговлю этим продуктом в некоторых странах предлагают наложить запрет. В настоящее время в Индии на плантациях высажено сандала белого на площади более 30000 гектаров. По оценкам, с 2040 года на 1000 гектаров посадок можно будет рубить 30-35 летние деревья, из которых получится 200 тонн эфирного масла. Предполагается, что Индия и Австралия к 2040 году будут основными поставщиками эфирного масла сандала белого.
В диком состоянии санталум белый встречается на Малайском архипелаге от восточной части острова Ява до острова Тимор. Считалось, а некоторыми ботаниками считается и теперь, что этот вид дико произрастает также в Индии. Но ряд ботаников привели убедительные доводы в пользу того, что санталум белый, который уже с незапамятных времён культивируется в Индии, здесь натурализовался и получил широкое распространение. Индия, особенно город Майсур в штате Карнатака, до 1998 года была главным поставщиком сандаловой древесины и санталового масла; теперь же его производят преимущественно в Австралии.

## Ботаническое описание

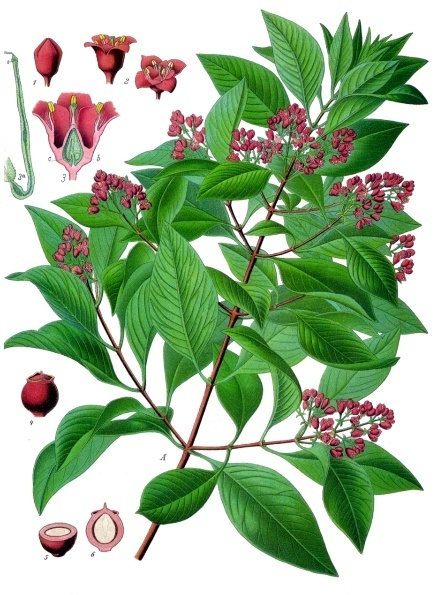

## Свойства и состав эфирного масла
Санталовое масло — вязкая желтоватая жидкость с нежным ненавязчивым запахом.
Основной компонент — санталол (α-санталол 45—50 %), кроме того α- и β-сантален 2—10 %, α-транс-бергамотол 2—6 %, эпи-β-санталол 2—7 %, цис-β-санталол 15—30 %.

## Применение в парфюмерии
Сантал применяется в парфюмерной промышленности. Эфирное масло сантала придаёт духам ноту «благородного дерева» (базовая нота). Добавка санталового эфирного масла в духи является отличным фиксатором для верхней и нижней ноты аромата. В настоящее время для замены эфирного масла в духах используют преимущественно синтетические ароматизаторы. 
В пособии для средних специальных учебных заведений, составленном Т. А. Мельниченко, утверждается, что аромат сантала притупляет боль и является эффективным антидепрессантом.

## Экология
Хотя все санталовые деревья в Индии являются собственностью государства, браконьерские рубки продолжаются. Правительственные чиновники нередко покрывают браконьеров, а из-за использования примитивных перегонных кубов, обогреваемых дровами, выход «браконьерского» масла много ниже, нежели полученного по заводской технологии.

## Виды
По информации базы данных The Plant List, род включает 12 видов:
- Santalum acuminatum (R.Br.) A.DC.
- Santalum album L. — Сантал белый
- Santalum ellipticum Gaudich.
- Santalum fernandezianum Phil.
- Santalum freycinetianum F.Phil.
- Santalum haleakalae Hillebr.
- Santalum lanaiense Rock
- Santalum myrtifolium L.
- Santalum paniculatum Hook. & Arn.
- Santalum papuanum Summerh.
- Santalum pyrularium A.Gray
- Santalum salicifolium Meurisse